# Jonon
Jonon är ett terpentinliknande ämne, som har samma doft som iron, det aktiva doftämnet i violrot. Jononer är aromföreningar som finns i en mängd olika eteriska oljor, såsom rosenolja. β-jonon är en betydande bidragande faktor till aromen av rosor, trots sin relativt låga koncentration, och är en viktig doftkemikalie som används i parfymer. Jononerna härrör från nedbrytningen av karotenoider.
Kombinationen av α-ionon och β-ionon är karakteristisk för doften av viol och används med andra komponenter i parfymer och smakämnen för att återskapa deras doft.
Karotenerna α-karoten, β-karoten, γ-karoten och xantofyllet β- kryptoxantin, kan alla metaboliseras till β-jonon och har därför vitamin A-aktivitet eftersom de kan omvandlas av växtätande djur till retinol och retinal. Karotenoider som inte innehåller β-jonondelen kan inte omvandlas till retinol och har därför ingen A-vitaminaktivitet. 

## Framställning

### Biosyntes
Karotenoider är råämne till viktiga doftföreningar i flera blommor. Till exempel en studie från 2010 av jononer i Osmanthus fragrans Lour. var. aurantiacus fastställde att dess eteriska olja innehöll den högsta mångfalden av karotenoidhärledda flyktiga ämnen bland de undersökta blomväxterna. Ett cDNA som kodar för ett karotenoidklyvningsenzym, OfCCD1, identifierades från transkript som isolerats från blommor av O. fragrans Lour. De rekombinanta enzymerna klyvde karotener för att producera α-jonon och β-jonon i in vitro-analyser.
Samma studie upptäckte också att karotenoidinnehåll, flyktiga utsläpp och OfCCD1-transkriptnivåer är föremål för fotorytmiska förändringar och i huvudsak ökade under dagsljus. Vid de tillfällen då OfCCD1-transkriptnivåerna nådde sina maxima förblev karotenoidinnehållet lågt eller minskade något. Utsläppet av jononer var också högre under dagen. Dock minskade utsläppen i en lägre takt än transkriptnivåerna. Dessutom ökade karotenoidhalten från den första till den andra dagen, medan den flyktiga frisättningen minskade, och OfCCD1-transkriptnivåerna visade steady-state-svängningar, vilket tyder på att substrattillgängligheten i de cellulära delarna förändras eller att andra regulatoriska faktorer är involverade i flyktig norisoprenoidbildning. Bildandet av jononer sker genom en process som medieras av karotenoiddioxygenaserna.

Biosyntes av jononer

### Organisk syntes
Jonon kan syntetiskt framställas genom kondensation av citral och aceton med kalciumoxid som en grundläggande heterogen katalysator och tjänar som ett exempel på en aldolkondensation följt av en omläggningsreaktion.
Den nukleofila additionen av karbanjonen 3 av aceton 1 tills karbonylgruppen på citral 4 baskatalyseras. Aldolkondensationsprodukten 5 eliminerar vatten genom enolatjonen 6 för att bilda pseudoionon 7.
Reaktionen fortskrider genom syrakatalys där dubbelbindningen i 7 öppnas för att bilda karbokaten 8. En omlagringsreaktion av karbokaten följer med ringslutning till 9. Slutligen kan en väteatom abstraheras från 9 av en acceptormolekyl (Y) för att bilda antingen 10 (förlängt konjugerat systemet) eller 11.

## Genetiska skillnader i luktupptagning
Enkel nukleotidpolymorfism i OR5A1-receptorn (RS6591536) orsakar mycket signifikanta skillnader i luktuppfattningen av beta-jonon, både i känslighet och även i subjektiv kvalitet. Individer som innehåller minst en G-allel är känsliga för beta-jonon och uppfattar en behaglig blomdoft, medan individer som är homozygota AA är ca 100 gånger mindre känsliga och i högre koncentrationer uppfattar istället en stickande sur/vinägerdoft.